# Ciceronius schroederi
Ciceronius schroederi is een keversoort uit de familie Passalidae. De wetenschappelijke naam van de soort is voor het eerst geldig gepubliceerd in 1890 door Kuwert.